# José Valdés Guzmán
José Valdés Guzmán (Logroño, 25 de febrero de 1891-Granada, 5 de marzo de 1939) fue un militar español, conocido por el papel que desempeñó en el golpe de Estado de España de 1936 en Granada durante los primeros meses de la guerra civil española. 
Militar veterano de las campañas de África, tras el estallido de la guerra civil asumió el puesto de gobernador civil de Granada entre julio de 1936 y abril de 1937. Durante estos meses la represión franquista en Granada alcanzó su pico, produciéndose centenares de fusilamientos. También se ha relacionado habitualmente a José Valdés con el asesinato del poeta granadino Federico García Lorca. Falleció a causa de un cáncer agravado por una herida de guerra recibida poco antes.

## Biografía

### Carrera militar
Nació en Logroño el 25 de febrero de 1891. Realizó estudios de bachillerato en Madrid y posteriormente iniciaría los estudios de ingeniería industrial en Barcelona. Valdés, que era hijo de un general de la Guardia Civil, terminaría realizando la carrera militar. Fue herido durante la guerra de Marruecos, en la cual participó entre 1918 y 1923. Con la llegada de la Segunda República fue destinado a Granada como comisario de guerra, puesto que ejerció entre 1931 y 1936.
«Camisa vieja» de Falange, en mayo de 1936 sería nombrado jefe de las milicias falangistas en Granada. Para entonces era uno de los máximos jefes de Falange en Granada. Descrito por Ian Gibson como un «enemigo fanático de la República», Valdés Guzmán estuvo implicado en la conspiración militar contra la República, siendo de hecho uno de los artífices de la trama golpista en la capital granadina. En el caso de Valdés, su aportación a la conspiración fue importante, ya que residía en Granada desde 1931 y a la altura de 1936 ya conocía bien la situación política y militar local (a diferencia de otros cargos, que cambiaban con frecuencia de destino).

### Guerra civil
Entre el 17 y el 18 de julio de 1936 comenzaba el Golpe de Estado que se venía preparando por parte de algunos sectores del Ejército y que acabaría dando lugar a la Guerra civil, pero que inicialmente no tuvo repercusión en la capital granadina. Tras unos días de tensión, el 20 de julio se produjo la rebelión de la guarnición de Granada. Ese día Valdés salió de los cuarteles junto a otros militares y se dirigió al Gobierno civil (actual Facultad de Derecho), donde destituyó al gobernador republicano César Torres Martínez y le detuvo junto al resto de personas que se encontraban con él. Al atardecer de aquel día la mayor parte de la ciudad se encontraba bajo control de los sublevados.
Se autonombró gobernador civil, siendo uno de los principales responsables de la represión de los sublevados en Granada durante los siguientes meses. En el mes de agosto fueron fusilados en las tapias del Cementerio de San José unas 582 personas, aunque en otras localidades de la zona como Víznar y Alfacar también se llevaron a cabo muchas de las ejecuciones. En las labores de represión contó con la especial colaboración de varios oficiales, como fue el caso del capitán José Nestares Cuéllar —delegado de Orden público— y de Julio Romero Funes —jefe de policía—. Persona de reconocida crueldad, se convertiría en un hombre temido por la población.
Históricamente se ha sostenido que fue Valdés quien dio la orden de ejecución del poeta Federico García Lorca, sobre la base de una denuncia que había cursado el exdiputado de la CEDA Ramón Ruiz Alonso, que también fue quién detuvo a García Lorca. Otras versiones, descargan a Valdés de responsabilidades en este caso.
El 22 de abril de 1937 cesó en su puesto de gobernador civil, bajo el argumento de reintegrarse al servicio militar. Más adelante fue destinado al mando de un tabor de Regulares, con el que vería acción en los frentes del norte. Falleció en Granada el 5 de marzo de 1939, víctima de un cáncer y de una herida recibida en combate. Le habían dado el alta y cuando se disponía a reincorporarse a su unidad, falleció inesperadamente.

## Distinciones
- Durante la Dictadura franquista el ayuntamiento de Granada dedicó a su memoria una calle con el nombre «Comandante Valdés». En 1979 fue cambiado por el de «Almona del Campillo», su antiguo nombre.[22]
- Un grupo de quinientas viviendas construido en la década de 1950 por la Obra Sindical del Hogar en el barrio del Zaidín de Granada, se denomina barriada «Comandante Valdés».[23][24]

## Cultura popular
En la serie de Televisión Lorca, muerte de un poeta (1988), el papel de Valdés es interpretado por el actor José Manuel Cervino.